# Gmina Ustrzyki Dolne
Die Gmina Ustrzyki Dolne ist eine Stadt-und-Land-Gemeinde im Powiat Bieszczadzki der Woiwodschaft Karpatenvorland in Polen. Ihr Sitz ist die gleichnamige Stadt mit etwa 9200 Einwohnern.

## Geographie
Die Gemeinde grenzt im Osten an die Ukraine. Zu den Verkehrswegen gehören die Droga krajowa 84 (DK 84) und die Bahnstrecke von Sanok. Gewässer sind der Strwiąż (ukrainisch Стривігор), der dem Dnister zufließt.

## Gliederung
Zur Stadt-und-Land-Gemeinde (gmina miejsko-wiejska) gehören neben der Stadt Ustrzyki Dolne folgende Ortschaften:
Bandrów Narodowy
Brelików-Leszczowate
Brzegi Dolne
Dźwiniacz Dolny
Hoszowczyk
Hoszów
Jałowe-Moczary
Jureczkowa
Krościenko
Liskowate
Łobozew Dolny
Łobozew Górny
Łodyna
Nowosielce Kozickie
Ropienka
Równia
Serednica-Wola Romanowa
Stańkowa
Teleśnica
Trzcianiec
Ustjanowa Dolna
Ustjanowa Górna
Wojtkowa
Wojtkówka
Zadwórze
Zawadka
Weitere Orte der Gemeinde sind:
Arłamów
Daszówka
Grąziowa
Jamna Dolna
Jamna Górna
Kwaszenina
Sokole
Teleśnica Oszwarowa
Teleśnica Sanna
Trójca
Wola Maćkowa
Die Josephinischen Kolonien Siegenthal, Stebnik und Steinfels wurden nach Ende des Zweiten Weltkriegs zu unbesiedelten Wüstungen.

## Städtepartnerschaften
- Sambir, Ukraine
- Giraltovce, Slowakei
- Zamárdi, Ungarn